# Life (Fernsehserie)
Life ist eine US-amerikanische Krimiserie, die von 2007 bis 2009 produziert wurde. Die Hauptrolle des Charlie Crews übernahm Damian Lewis. Die Pilotfolge wurde im September 2007 auf dem Sender NBC erstausgestrahlt. Nach dreizehn bestellten Episoden erhielt die Serie trotz nicht allzu hoher Einschaltquoten eine zweite Staffel. NBC gab im Mai 2009 bekannt, dass die Serie damit eingestellt wird. SF zwei zeigte die erste Staffel ab dem 12. Januar 2009. In Deutschland begann VOX mit der ersten Folge am 11. März 2009. Im Schweizer Fernsehen war die zweite Staffel ab dem 22. Mai 2009 zu sehen.

## Handlung
Die Serie handelt von dem zwölf Jahre lang unschuldig inhaftierten Polizisten Charlie Crews, der nach seiner Freilassung eine hohe Entschädigung und seine Wiedereinstellung erhält. Offiziell darf die genaue Summe nicht genannt werden, sie soll aber angeblich 50.000.000 US-Dollar betragen. Trotz des Vermögens will er als Detective in den aktiven Polizeidienst des Los Angeles Police Department zurückkehren, was bei seinen Weggefährten, Kollegen und Vorgesetzten Verwunderung hervorruft. Ihm zur Seite gestellt wird Detective Dani Reese. Zu ihren Aufgaben gehört es auch, ihren Partner im Auge zu behalten, da befürchtet wird, dass er aus anderen Interessen wieder bei der Polizei ist. Als trockene Alkoholikerin und ehemalige Drogensüchtige steht sie dabei selbst unter Beobachtung durch ihre Vorgesetzten.
Crews’ Reichtum macht sich durch sein großes Haus mit Pool und durch seine Liebe zu schnellen Autos bemerkbar. Sein Haus bleibt zunächst uneingerichtet, füllt sich aber im Laufe der Zeit langsam mit Möbelstücken. Zwischenzeitlich besitzt Crews verschiedene hochwertige Fahrzeuge mit Polizeiausstattung, so einen Bentley Continental GT, einen Buick Regal Grand National und einen Maserati Quattroporte. Diese werden durch unterschiedliche Vorkommnisse teils stark in Mitleidenschaft gezogen.
Die Haft hat er, wie man in Rückblenden und durch seine eigenen Aussagen erfährt, von 1994 bis 2006 im Hochsicherheitsgefängnis Pelican Bay verbracht. Als ehemaliger Cop hatte es Crews zudem besonders schwer im Knast; er wurde häufig von seinen Mitgefangenen angegriffen und verletzt. Da Crews während dieser Zeit häufig mit teilweise 23 Stunden Einzelhaft täglich isoliert war, schöpfte er Kraft aus dem Zen-Buddhismus. Lediglich seine Anwältin hatte ihm in den letzten Jahren seiner Haft beigestanden. Selbst seine Frau, Kollegen und Freunde wandten sich von ihm ab. Sein einziger Freund ist der ebenfalls inhaftiert gewesene Anlagebetrüger Ted Earley. Dieser wohnt seit Crews Entlassung bei ihm über der Garage und verwaltet dessen Vermögen.
Während Crews und Reese an ihren normalen Fällen arbeiten, widmet sich Crews auch seinem eigenen Fall – dem Mord an seinem Freund sowie dessen Familie. Er deckt immer weitere Teile eines größer werdenden Netzes aus Verrat und Intrigen auf und ist denen auf der Spur, die ihn für zwölf Jahre ins Gefängnis gebracht haben. Er befestigt an den Wänden eines Zimmers in seinem Haus Fotos und andere Dokumente und zeichnet Verbindungen zwischen diesen Elementen ein, um von ihm ermittelte Zusammenhänge zwischen den verdächtigen Personen und Objekten darzustellen.
Während Dani Reese für einige Zeit zum FBI geht, wird ihm als neue Partnerin Detective Jane Seever zugeteilt. Diese hat eine klar strukturierte Karriereplanung, die Fähigkeit des Schnelllesens und ein fotografisches Gedächtnis.
Im Laufe der Serie stellt sich heraus, was hinter der Verschwörung um Crews steckt. Eine Gruppe von Polizisten, darunter auch Reeses Vater, hat die Beute aus einem Banküberfall unterschlagen und war danach in weitere illegale Machenschaften verstrickt. Da der Anführer sich sicher war, einen Nachfolger zu benötigen, wurde Crews, damals noch Kadett an der Polizeiakademie, ohne sein Wissen als designierter Nachfolger ausgewählt. Sein Freund Seybolt sollte in kriminelle Geschäfte verwickelt werden, um so Crews unter Druck zu setzen, damit er die Nachfolge tatsächlich auch antritt. Doch Seybolt wurde bei diesem Versuch getötet. Damit die Gruppe krimineller Polizisten nicht in Verdacht gerät, haben sie lieber Crews geopfert und Beweise so manipuliert, dass er verurteilt wurde.
Eine weitere wichtige Rolle spielt dabei Roman Nevikov, der ebenfalls hinter dem Geld aus dem Banküberfall her ist. Er ist der Gruppe von Polizisten auf die Spur gekommen und wollte selbst der Nachfolger des Anführers werden, wurde von diesem jedoch abgelehnt. Nachdem Nevikov Dani Reese entführt hat, tauscht sich Crews auf Nevikovs Verlangen gegen sie aus. Schließlich tötet Crews Nevikov mit einem Handkantenschlag.

## Dokumentarelement
Die Serie verfolgt stellenweise einen gestellten Dokumentarstil, bei dem die Figuren immer wieder von einem nicht sichtbaren Reporter frontal vor der Kamera nach ihrer Meinung zum Fall befragt werden. Über dieses Element erhält man Einblicke in die Zusammenhänge um Crews Inhaftierung.

## Besetzung
Die deutsche Synchronisation fertigte die Synchronfirma Interopa Film in Berlin an unter der Dialogregie von Dietmar Wunder nach dem Dialogbuch von Martina Marx.
| Rollenname          | Schauspieler/in | Hauptrolle (Staffel) | Synchronsprecher/in |
| ------------------- | --------------- | -------------------- | ------------------- |
| Charlie Crews       | Damian Lewis    | 1–2                  | Torsten Michaelis   |
| Dani Reese          | Sarah Shahi     | 1–2                  | Alexandra Wilcke    |
| Robert Stark        | Brent Sexton    | 1–2                  | Detlef Bierstedt    |
| Ted Earley          | Adam Arkin      | 1–2                  | Jörg Hengstler      |
| Lt. Karen Davis     | Robin Weigert   | 1–2                  | Martina Treger      |
| Constance Griffiths | Brooke Langton  | 1                    | Andrea Aust         |
| Cpt. Kevin Tidwell  | Donal Logue     | 2                    | Michael Iwannek     |
| Jane Seever         | Gabrielle Union | 2                    | Britta Steffenhagen |

### Gastrollen
| Rollenname                | Schauspieler/in     | Nebenrolle (Staffel) | Synchronsprecher/in      |
| ------------------------- | ------------------- | -------------------- | ------------------------ |
| Det. Carl Ames            | Roger Aaron Brown   | 1                    | Engelbert von Nordhausen |
| Jennifer Conover          | Jennifer Siebel     | 1–2                  | Cathlen Gawlich          |
| Olivia A. Canton          | Christina Hendricks | 1–2                  | Debora Weigert           |
| Jack Reese                | Victor Rivers       | 1–2                  | Hans-Jürgen Wolf         |
| Roman Nevikov             | Garret Dillahunt    | 1–2                  | Olaf Reichmann           |
| Rachel Seybolt            | Jessy Schram        | 1–2                  | Luise Helm               |
| Mickey Rayborn            | William Atherton    | 2                    | Reinhard Kuhnert         |
| Special Agent Paul Bodner | Shashawnee Hall     | 1-2                  | Oliver Stritzel          |
| Special Agent Liz Ray     | Chane't Johnson     | 2                    |                          |
| Ann Earley                | Amanda Fuller       | 2                    | Magdalena Turba          |
| Charlie Crews Sr.         | Geoffrey Pierson    | 2                    | Ernst Meincke            |

## Episodenliste
| Nummer (gesamt) | Nummer (Staffel) | Originaltitel          | Deutscher Titel     | Erstausstrahlung   | Deutsche Erstausstrahlung (VOX) |
| --------------- | ---------------- | ---------------------- | ------------------- | ------------------ | ------------------------------- |
| 1               | 1                | Merit Badge            | Dienstbeginn        | 26. September 2007 | 11. März 2009                   |
| 2               | 2                | Tear Asunder           | Die tote Braut      | 3. Oktober 2007    | 11. März 2009                   |
| 3               | 3                | Let Her Go             | Alleingang          | 10. Oktober 2007   | 18. März 2009                   |
| 4               | 4                | What They Saw          | Szenen einer Ehe    | 17. Oktober 2007   | 25. März 2009                   |
| 5               | 5                | The Fallen Woman       | Gefallener Engel    | 24. Oktober 2007   | 1. April 2009                   |
| 6               | 6                | Powerless              | Ausgeliefert        | 31. Oktober 2007   | 8. April 2009                   |
| 7               | 7                | A Civil War            | Falsche Fährte      | 7. November 2007   | 15. April 2009                  |
| 8               | 8                | Farthingale            | Der halbierte Mann  | 14. November 2007  | 22. April 2009                  |
| 9               | 9                | Serious Control Issues | Die geraubte Stimme | 28. November 2007  | 29. April 2009                  |
| 10              | 10               | Dig A Hole             | Vergraben           | 3. Dezember 2007   | 6. Mai 2009                     |
| 11              | 11               | Fill It Up             | Alte Rechnungen     | 5. Dezember 2007   | 13. Mai 2009                    |

| Nummer (gesamt) | Nummer (Staffel) | Originaltitel                  | Deutscher Titel    | Erstausstrahlung   | Deutsche Erstausstrahlung (VOX) |
| --------------- | ---------------- | ------------------------------ | ------------------ | ------------------ | ------------------------------- |
| 12              | 1                | Find Your Happy Place          | 10 Kisten          | 29. September 2008 | 20. Mai 2009                    |
| 13              | 2                | Everything ... All the Time    | Mordsbande         | 3. Oktober 2008    | 27. Mai 2009                    |
| 14              | 3                | The Business of Miracles       | Eiskalt            | 6. Oktober 2008    | 3. Juni 2009                    |
| 15              | 4                | Not for Nothing                | Das Experiment     | 10. Oktober 2008   | 10. Juni 2009                   |
| 16              | 5                | Crushed                        | Abgewrackt         | 17. Oktober 2008   | 17. Juni 2009                   |
| 17              | 6                | Did You Feel That?             | Erdbeben           | 24. Oktober 2008   | 24. Juni 2009                   |
| 18              | 7                | Jackpot                        | Jackpot            | 5. November 2008   | 28. Oktober 2009                |
| 19              | 8                | Black Friday                   | Kaufrausch         | 12. November 2008  | 4. November 2009                |
| 20              | 9                | Badge Bunny                    | Cop-Groupies       | 19. November 2008  | 11. November 2009               |
| 21              | 10               | Evil ... and His Brother Ziggy | Halbblut           | 3. Dezember 2008   | 18. November 2009               |
| 22              | 11               | Canyon Flowers                 | Durch die Blume    | 10. Dezember 2008  | 25. November 2009               |
| 23              | 12               | Trapdoor                       | Russendisko        | 17. Dezember 2008  | 2. Dezember 2009                |
| 24              | 13               | Re-Entry                       | Notlandung         | 4. Februar 2009    | 9. Dezember 2009                |
| 25              | 14               | Mirror Ball                    | Heavy Metal        | 11. Februar 2009   | 16. Dezember 2009               |
| 26              | 15               | I Heart Mom                    | Dachschaden        | 18. Februar 2009   | 23. Dezember 2009               |
| 27              | 16               | Hit Me Baby                    | Taubenfutter       | 25. Februar 2009   | 30. Dezember 2009               |
| 28              | 17               | Shelf Life                     | Fronturlaub        | 11. März 2009      | 6. Januar 2010                  |
| 29              | 18               | 3 Women                        | Diamantenfieber    | 18. März 2009      | 13. Januar 2010                 |
| 30              | 19               | 5 Quarts                       | Blutzoll           | 25. März 2009      | 20. Januar 2010                 |
| 31              | 20               | Initiative 38                  | Schweres Kaliber   | 1. April 2009      | 27. Januar 2010                 |
| 32              | 21               | One                            | Des Rätsels Lösung | 8. April 2009      | 3. Februar 2010                 |

## Veröffentlichung
- Staffel 1 erschien in Deutschland am 10. September 2009 im 3er-DVD-Set im Label Universal Pictures Germany.
- Staffel 2 Teil 1 (11 Folgen) erschien in Deutschland im April 2010 im 3er-DVD-Set im Label Universal Pictures Germany.
- Staffel 2 Teil 2 (10 Folgen) erschien in Deutschland im Mai 2010 im 3er-DVD-Set im Label Universal Pictures Germany.
- Im Oktober 2011 erschien die komplette Serie als Limited Edition im 9er-DVD-Set im Label Universal Pictures.
- Eine englischsprachige Region 2 Ausgabe der Season 1 wurde am 2. Februar 2009 in Großbritannien veröffentlicht.

## Trivia
- Far Shariat, David Semel und Daniel Sackheim fungieren für die Universal Media Studios als Executive Producer. Daniel Sackheim führte auch Regie für den Pilotfilm.
- Da Charlie Crews im Gefängnis nie frisches Obst bekam, isst er in jeder Folge regelmäßig mehrere Sorten Obst. Er kauft sich in der ersten Staffel sogar eine Orangenplantage.
- Ein Markenzeichen der Serie ist auch, dass Charlie häufig nicht mit moderner Technik zurechtkommt; bei der Bedienung von Handys und Computern hat er stets große Probleme.
- In der Folge 7 der ersten Staffel („Falsche Fährte“) spielt Sarah Clarke (Nina Mayers von „24“) mit. Ihr Rollenname „Farmer“ ist eine Anspielung auf „Bauer“ (Jack Bauer von „24“).
- In den Folgen 8 und 9 der ersten Staffel tritt Adam Arkins damalige Ehefrau Phyllis Lyons als Judith Raitt auf.
- In der zweiten Staffel ist Damian Lewis’ Ehefrau Helen McCrory ab der 15. Folge für fünf Folgen als Mickey Rayborns Sicherheits-Expertin Amanda Puryer zu sehen.
- Die NBC strahlte die Serie im HD-Format (1080i) aus.

## Auszeichnungen
2008 gewann Life die Auszeichnung des American Film Institute als eine der zehn besten Fernsehserien des Jahres.